# UB40
UB40 er et reggae/pop-band fra Birmingham, Storbritannien. Bandet har haft mere end 50 singler på UK singles chart, og har haft betydelig international succes. De har solgt over 70 millioner albummer på verdensplan.
Deres debut hit single var "Food for Thought" fra 1980. Både sangen "Red Red Wine" og "Can't Help Falling in Love" har ligget nummer et på U.S. Billboard Hot 100 og UK Singles Chart. Sangen "I Got You Babe" har også toppet de engelske hitlister.

## Diskografi
- The ub40 file (1980)
- Signing off (1980)
- Present arms (1981)
- Present arms in dub (1981)
- Ub44 (1982)
- Labour of love (1983)
- Geffery morgan (1984)
- Baggariddim (1985)
- Rat in the kitchen (1986)
- Ub40 (1988)
- Labour of love ii (1989)
- Promises and lies (1992)
- Guns in the ghetto (1997)
- Labour of love iii (1998)
- Cover up (2001)
- Homegrown (2003)

## Galleri
- Duncan Campbell
- Earl Falconer
- Norman Hassan
- Brian Travers og Laurence Parry
- Astro

| Musikgruppe | Spire Denne artikel om en britisk musikgruppe er en spire som bør udbygges. Du er velkommen til at hjælpe Wikipedia ved at udvide den. |